# Mara Taquin
Pour les articles homonymes, voir Taquin (homonymie).
Mara Taquin, née le 19 octobre 1997 à Bruxelles (Belgique), est une actrice belge,.

## Biographie
Mara Taquin est la fille d'une criminologue et d'un luthier qui pratique la « lutherie sauvage », soit l'art de créer des instruments de musique à partir d'objets non spécialement conçus à cet effet,. Elle entame des cours de théâtre à l'Académie de Bruxelles afin d'inscrire l'activité dans son cursus scolaire, jugé par la future comédienne comme trop « traditionnel »[réf. nécessaire].

## Carrière
Elle répète souvent que son intérêt pour le jeu d'acteur découle notamment de la possibilité de varier ses rôles pour apprendre de nouvelles choses, des langues aux spécificités requises de chaque personnage. L'interprétation, selon l'actrice, lui permet de se plonger à chaque fois dans un monde complètement nouveau. Également très active dans le mouvement féministe, Mara Taquin affirme que son rêve est de créer une dynamique d'imaginaire commun, représentant des femmes et des personnes non binaires dans des films, pour refléter les problèmes existant dans la réalité et donner plus de profondeur au thème,.
Fin 2014, juste devant l'académie, elle se fait remarquer lors d'un casting : le réalisateur Camille Mol prépare le court métrage Créatures à l'IAD (Institut des Arts de Diffusion) et lui propose le rôle de la protagoniste, Louise, une jeune fille de 15 ans qui découvre le désir sexuel après avoir secrètement observé un couple passionné lors d'une balade à vélo dans les bois.
Par la suite, elle apparaît dans plusieurs courts métrages, longs métrages et séries télévisées, notamment Dispersion de Nikita Trocki et dix épisodes de la série policière belge Ennemi public. Le rôle qui lui vaut le plus de visibilité, bien qu'il soit mineur, est celui qu'elle tient dans Hors normes, un film de 2019 écrit et réalisé par Olivier Nakache et Éric Toledano, traitant du sujet de l'autisme, dans lequel elle joue aux côtés de Reda Kateb et Vincent Cassel. Ce rôle lui permet de participer au Festival de Cannes et lui ouvre la porte à d'autres rôles au cinéma.
En 2019, elle joue le rôle de Rosa dans Sawah, réalisé par Adolf El Assal.
En 2021, elle participe à trois longs métrages, jouant Claire dans La Ruche de Christophe Hermans, Chiara dans After Blue (Paradis sale) de Bertrand Mandico et Mélissa Wassels dans Rien à foutre de Julie Lecoustre et Emmanuel Marre, film qui lui vaut deux nominations aux Magritte 2023 (meilleure actrice dans un second rôle et meilleur espoir féminin). En 2021 toujours, elle joue également dans un épisode de la série 6 X Confiné.es.
En 2022, elle participe à la série policière dramatique de la RTBF Fils de dans le rôle de Sarah Pistone, fille du gangster Frank Pistone (joué par Marka, obtenant une bonne appréciation pour le rôle. Elle joue aussi dans les films Astro, écrit et réalisé par Nicky Lisa Lapierre, et La Syndicaliste de Jean-Paul Salomé, ce dernier aux côtés d'Isabelle Huppert, Alexandra Maria Lara et Marina Foïs. Toujours en 2022, elle obtient un prix au Festival international du film de Saint-Jean-de-Luz pour sa performance dans le court métrage Toutes les deux de Clara Lemaire Anspach.
Elle est au casting du film de Frédéric Farrucci Le Mohican sélectionné à la Mostra de Venise en 2024.

## Filmographie
Sauf indication contraire, les informations mentionnées dans cette section peuvent être confirmées par les bases de données cinématographiques IMDb et Allociné,  présentes dans la section « Liens externes ».

### Cinéma

#### Longs métrages
- 2019 : Hors normes d'Olivier Nakache et Éric Toledano : Morgane
- 2019 : Walter de Varante Soudjian : Adriana
- 2019 : Sawah d'Adolf El Assal : Rosa
- 2020 : Petit Vampire de Joann Sfar : Daïna (voix)
- 2021 : La Ruche de Christophe Hermans : Claire
- 2021 : After Blue (Paradis sale) de Bertrand Mandico : Chiara
- 2021 : Rien à foutre d'Emmanuel Marre et Julie Lecoustre : Mélissa Wassels
- 2022 : La Syndicaliste de Jean-Paul Salomé : Fiona Hugo
- 2022 : Astro : Baby
- 2023 : La Bête dans la jungle de Patric Chiha : Céline
- 2023 : La Petite de Guillaume Nicloux : Rita
- 2024 : Le Mohican de Frédéric Farrucci : Vannina

#### Courts métrages
- 2016 : Créatures de Camille Mol : Louise
- 2018 : Romy d'Ilya Jacob et Marie McCourt : Romy
- 2018 : Iris après la nuit de Gabriel Vanderpas : la baby-sitter
- 2018 : Avenue Louise de Thierry Dory : Suzanne
- 2018 : We Can Be Heroes de Camille Caroli
- 2021 : La Pote d'un pote de Julien Henry : Mady
- 2022 : Toutes les deux de Clara Lemaire Anspach : Alma
- 2022 : Poupées de chair de Florence Rochat et Séréna Robin : Lucie
- 2023 : Oil Oil Oil de Manoel Dupont : Mara

### Télévision

#### Séries télévisées
- 2018 : Profilage : Pauline Gardin
- 2019 : Ennemi public : Joyce
- 2020 : Le Mensonge : Florence
- 2020 : Moloch : Emma
- 2021 : 6 X Confiné.e.s : Olympia
- 2022 : Fils de : Sarah Pistone
- 2023 : Sambre de Jean-Xavier de Lestrade : Audrey

## Distinctions
Sauf indication contraire, les informations mentionnées dans cette section peuvent être confirmées par la base de données cinématographiques IMDb,  présente dans la section « Liens externes ».

### Récompense
- Festival international du film de Saint-Jean-de-Luz 2022 : Prix Révélation Arda pour Toutes les deux

### Nominations
- Magritte 2023 : meilleure actrice dans un second rôle et meilleur espoir féminin pour Rien à foutre